# Projecció tèrmica per plasma
La projecció tèrmica per plasma és un procediment o tècnica de la projecció tèrmica. Es tracta de generar elevades temperatures en un arc elèctric de manera que es permeti la projecció de pols d'alta temperatura de fusió. Alguns d'aquests compostos poden ser: els òxids ceràmics (Al2O3, ZrO2O3 ...), metàl·lics (Ti, Ta ...), ceràmics-metàl·lics (MCr2O3. ..).
Aquest procediment s'utilitza en peces sotmeses a elevades temperatures com poden ser els elements d'una turbina de gas (ins s), vàlvules d'automòbils, ...
S'usen dos tipus de gasos: gas de central o propulsió i el gas ionizable o plasmàgens. És fonamental una correcta elecció del gas plasmàgens per optimitzar el rendiment de deposició del recobriment, en general inferior al 50% per als materials de recobriment d'alt cost.
Es millora notablement les propietats del recobriment i es pot augmentar el gruix del compost a dipositar amb una correcta refrigeració del substrat.